# Harry and Louise
Pour les articles homonymes, voir Harry et Louise.

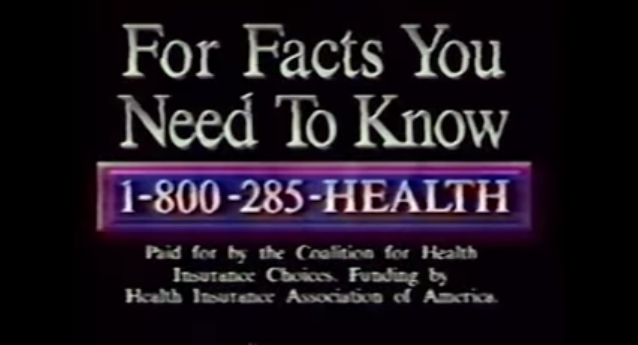
Numéros de péage HIAA affichés dans une publicité "Harry et Louise"

Harry et Louise était une campagne publicitaire télévisée d'une durée d'un an, ayant coûtée entre 14 et 20 millions de dollars, financée par la Health Insurance Association of America (HIAA), prédécesseur de l'actuel Régime d'assurance maladie des États-Unis (AHIP). Cette campagne s'est déroulée de façon intermittente de septembre 1993 à septembre 1994, en opposition au plan de santé proposé par le président Bill Clinton en 1993-1994, et aux propositions de réforme des soins de santé portées par le Congrès en 1994. 
Quatorze annonces télévisées, radiophoniques et dans la presse écrite y décrivaient alors, dans une banlieue fictive, un couple marié d'une quarantaine d'années appartenant à la classe moyenne, représenté par les acteurs Harry Johnson et Louise Caire Clark. Ce couple désespérait de constater les aspects bureaucratiques et autres problématiques des plans de réforme des soins de santé et exhortait les téléspectateurs à contacter leurs représentants au Congrès. Les publicités ont été commandées par le président de l'HIAA, Bill Gradison, et par le vice-président exécutif de l'HIAA, Chip Kahn, puis créées par les consultants en relations publiques californiens, Ben Goddard et Rick Claussen de Goddard Claussen,. 
Le couple est revenu dans plusieurs publicités plus récentes, faisant la promotion de la réforme des soins de santé au cours des campagnes présidentielles de 2000 et 2004. En 2000, Harry et Louise ont participé à une publicité télévisée sponsorisée par l'HIAA faisant la promotion de sa campagne InsureUSA, justifiant de la nécessité de fournir une couverture santé aux Américains non assurés. 
Plus tard, le couple revient dans une publicité de 2002, préconisant le clonage humain à des fins thérapeutiques, pour le compte de CuresNow.org. La deuxième publicité a fait l’objet d’une action en justice de la part de l'HIAA qui a affirmé posséder les droits sur les personnages. Cependant, un tribunal a jugé que les droits sur les personnages étaient détenus par Goddard Claussen et que le spot publicitaire avait été diffusé lors de la projection de The West Wing sur NBC.   
Harry et Louise sont de nouveau apparus dans une publicité qui a été diffusée le 25 août 2008 lors de la Convention nationale démocrate de 2008, dans laquelle ils insistent pour que la réforme des soins de santé devienne une priorité absolue. La publicité a aussi été diffusée lors de la Convention nationale républicaine. L'annonce de 2008 a été parrainée par plusieurs organisations qui ont, par le passé, prônés divers points de vue sur les soins de santé, y compris le Réseau d'action Cancer American Cancer Society, l'American Hospital Association, ou encore l'Association catholique de la santé.  
En juillet 2009, le couple est apparu dans une nouvelle publicité télévisée soutenant le plan de santé promu par le président Barack Obama. La publicité a été sponsorisée par un groupe professionnel de l’industrie pharmaceutique et par Families USA. 